# 関東幕注文
「関東幕注文」（かんとうまくちゅうもん）は、戦国時代の史料で、永禄年間（1558年 - 1570年）に上杉謙信が関東地方へ進出した際に、上杉氏に臣従した諸将を記録した注文である。特に上野国（群馬県）の戦国時代の勢力図を推定するための重要な史料とされている。

## 概要
「関東幕注文」は、旧米沢藩主・上杉家伝来の上杉家文書の一部である。文書の前書きには、正確な年代は不明だが上杉謙信が永禄4年（1561年）に関東地方に出兵した頃のもの、とある。
この文書は、上杉謙信が関東地方に侵攻した際、その幕下に馳せ参じた関東地方の諸将255人の名前を列記したものである。およそ半数は上野国（群馬県）の武将で、諸将の関係性もうかがえることから、群馬県の戦国時代の情勢を知る重要な史料とされている。

## 上杉謙信の越山

### 北関東の動向
室町時代、関東地方には鎌倉公方が置かれ、関東の諸国の統治を任じられた。これを補佐するのが関東管領である。ところが、鎌倉公方家は室町幕府と対立、関東管領とも反目し、関東一円を巻き込んだ争乱を引き起こした（永享の乱・享徳の乱）。
関東管領職には足利氏の外戚である上杉氏が就任、上杉家は4分家に分かれて交代で関東管領職を担った。鎌倉公方が衰えると関東管領上杉氏が台頭するが、山内上杉家と扇谷上杉家が敵対、抗争するようになった。
戦国時代に入ると相模国の後北条氏が関東一円に進出し、関東管領職は実力を失い名ばかりの地位となった。上野国の平井城（群馬県藤岡市）を本拠とする関東管領・山内上杉家の上杉憲政は、河越城の戦い（1546年、埼玉県川越市）で後北条氏に大敗した。
その後も上杉憲政は南から後北条氏（北条氏康）、西から武田氏（武田信玄）の侵攻を受ける。上野国の諸勢力は後北条氏に転じるものが相次ぎ、とうとう上杉憲政は天文21年（1552年）に越後国（新潟県）の長尾氏（上杉謙信）を頼って落ち延びた。

### 上杉謙信の関東出兵
永禄3年（1560年）の秋（旧暦8月）、越後国の長尾景虎（上杉謙信）は三国峠を越えて上野国（群馬県）に侵攻した。上杉憲政を奉じ、関東地方を簒奪した後北条氏を攻撃するためである（上杉謙信の越山）。
越後勢はまず上野国北部の沼田城（沼田市）を攻略、次いで厩橋城（前橋市）・那波城（伊勢崎市）・館林城（館林市）などを攻撃した。
長尾景虎（上杉謙信）はそのまま関東に留まり越年すると、翌永禄4年（1561年）には南関東へ進出、鎌倉を攻め落として後北条氏の本拠小田原城に迫った。この年の春（旧暦・閏3月）には上杉憲政より正式に山内上杉家の家督と関東管領職を譲り受けた。
この一連の出兵により、関東の諸勢力は、いちどは後北条氏に属していた者も、続々と越後上杉氏の幕下に従うようになった。その諸将を記録したものが「関東幕注文」である。

## 幕注文の形式
上杉謙信（長尾景虎）・上杉憲政のもとに関東地方の諸勢力・国人衆が参集すると、上杉氏はこの諸将のため陣幕を発注した。その発注書の控え書きが「関東幕注文」である。
「上杉家文書」の一部として現存する「関東幕注文」は、23枚の紙片を継ぎ合わせたものになっている。これに関東地方の255将の名と、その家紋の説明が列記されている。
名前は国別に上野国、下野国、武蔵国、常陸国、安房国、上総国、下総国の順で並べられ、さらに「衆」として地区ごとにまとめられている。
家紋は各勢力の系統を推定する手がかりとなり、各衆のまとめ方や並び順などは当時の関東地方の武士団の動静をうかがう証拠となる。特に、255名のうち130ほどの将は上野勢、さらに80ほどの将は下野・武蔵勢と、大半が北関東に集中しており、戦国時代の北関東の勢力図を知るための重要な史料に位置づけられている。

### 失われた部分
現存する「関東幕注文」は23枚の紙から構成されているが、本来あったはずの一部分が欠落している。
文書は、はじめに上野国の諸将が列記されていて、1枚目から「白井衆」「惣社衆」「箕輪衆」「厩橋衆」「沼田衆」と続き、4枚目は「岩下衆」「斉藤越前守」「山田」で終わっている。この「岩下衆」は上野国北西部の吾妻郡岩下城に拠った斎藤氏である。
5枚目は「横瀬雅楽助」から始まり、「（新田殿御一家）西谷五郎殿」「（同）三原田弥三郎殿」と続く。この「横瀬雅楽助」は上野国東部の新田郡の横瀬成繁である。
新田郡の諸将の前には当然に「新田衆」の見出しが置かれるはずであり、したがって4枚目と5枚目の間には欠落があると断定されている。欠落が何枚分であるかはわからない。1枚であるとすると、22名前後の人名が記されていたはずで、そこには「岩下衆」の残りの者の名と、「新田衆」の見出しが在ったはずである。
さらに、現存する「関東幕注文」上野国の部の中には、上杉氏に従属していたはずの邑楽郡の赤井氏や富岡氏の名もみられない。おそらく赤井氏は「館林衆」として、富岡氏は「小泉衆」か館林衆の一部として、欠紙部分に記載されていたと思われる。
したがって欠落部は、1枚か、それ以上の枚数があったと推定されている。このため、判明している255名のほかに、少なくとも20名以上の将が記録されていたと考えられている。

## 成立年代
「関東幕注文」の成立時期は、歴史学者の池上裕子（中世史）により、永禄4年（1561年）1月から3月の間と推定されている。
上杉謙信が越後国（新潟県）から関東地方へ出兵したのは2回ある。永禄3年（1560年）9月から永禄4年（1561年）6月にかけての第一次出兵、永禄4年（1561年）11月から永禄5年（1562年）3月にかけての第二次出兵である。
「関東幕注文」には、上野国（群馬県）の斎藤氏や下野国（栃木県）の佐野氏が、上杉謙信の幕下として名を連ねている。しかし両者は第二次出兵のときは上杉氏の敵にまわり、上杉軍による討伐の対象になっている。このため「関東幕注文」は、第二次出兵のときの文書ではなく、第一次出兵のときのものと推定される。
里見氏の家臣、上総国（千葉県）の正木時茂は、永禄3年のあいだは上杉氏のもとへ馳せ参じていないことがわかっている。その正木氏の名が「関東幕注文」にあることから、この文書は永禄4年以降に成立したと推定される。一方、永禄4年3月に上杉氏のもとへ参陣したことがわかっている常陸国（茨城県）の佐竹義重・下野国（栃木県）の那須資胤の名が、「関東幕注文」にはない。したがって、この文書は永禄4年1月から3月のあいだに成立したと推定されるのである。

## 内容
| 国      | 衆             | 筆頭                                    | 将の数 | 備考                                                                                       |
| 上野国  | 白井衆         | 長尾孫四郎 （長尾憲景）                 | 9      |                                                                                            |
| 上野国  | 総社衆         | 安中                                    | 17     | 末尾に「長尾能登守殿」（長尾顕景）が記載。                                                 |
| 上野国  | 箕輪衆         | 長野 （長野業正）                       | 19     |                                                                                            |
| 上野国  | 厩橋衆         | 長野藤九郎 （長野道賢）                 | 4      |                                                                                            |
| 上野国  | 沼田衆         | 沼田 （沼田顕泰）                       | 14     |                                                                                            |
| 上野国  | 岩下衆         | 斎藤越前守                              | 2＋α※  | 岩下衆諸将を記した紙片が欠落していると推定される。                                         |
| 上野国  | （新田衆）※    | 横瀬雅楽助 （横瀬成繁）                 | 30     | 「新田衆」の文字が書かれた紙片が欠落していると推定される。                                 |
| 上野国※ | 桐生衆         | 桐生殿 （桐生助綱） 佐野殿 （佐野昌綱） | 9      | 桐生衆・佐野衆は、実際には上野国を支配地とするが、この文書中では下野国に記載されている。   |
| 下野国※ | 足利衆         | 長尾但馬守 （長尾景長）                 | 23     | 足利衆は下野国に記載されているが、その武将の領地は上野国・下野国・武蔵国にまたがっている。 |
| 下野国  | 小山衆         | 小山殿 （小山秀綱）                     | 10     |                                                                                            |
| 下野国  | （宇都宮衆）   | 宇都宮 （宇都宮広綱）                   | 10     |                                                                                            |
| 下野国  | 宇都宮寄衆     | 皆川山城守 （皆川俊宗）                 | 7      |                                                                                            |
| 武蔵国  | 武州衆         | 成田下総守 （成田長泰）                 | 17     |                                                                                            |
| 武蔵国  | 羽生衆         | 廣田式部大輔 （広田直繁）               | 13     |                                                                                            |
| 武蔵国  | 岩付衆         | 大田美濃守 （太田資正）                 | 14     |                                                                                            |
| 武蔵国  | 勝沼衆         | 三田弾正 （三田綱秀）                   | 6      |                                                                                            |
| 下総国  | 古河衆         | 梁田 （簗田晴助）                       | 8      |                                                                                            |
| 下総国  | 梁田家風       | 横田藤四郎                              | 7      |                                                                                            |
| 下総国  | 下総衆         | 高城下野守 （高城胤吉）                 | 1      |                                                                                            |
| 常陸国  |                | 宍戸中務大輔                            | 22     |                                                                                            |
| 上総国  | 上総衆         | 酒井左衛門尉 （酒井胤治）               | 2      |                                                                                            |
| 安房国  | 里見民部少輔殿 | （里見義弘）                            | 9      |                                                                                            |